# Maroc Export
Maroc Export  (Centre marocain de promotion des exportations) - CMPE, est un établissement public, créé par Dahir No 1-76-385 du 25 Hija 1396 (17 décembre 1976). Doté de la personnalité morale et de l´autonomie financière, le CMPE est sous la tutelle du Ministère du Commerce Extérieur. Il est chargé de la promotion des exportations des produits industriels, agro-alimentaires, des services et tous produits qui ne relèvent pas, en vertu d´une disposition législative ou réglementaire, de la compétence d´autres administrations ou organismes. 
Le directeur jusqu'au 14/12/2017 était  Zahra Maafiri, après avoir été Saad Eddine Benabdallah.
Il a signé un accord de mutualisation avec Ubifrance en 2009.
Un partenariat a également été engagé avec son homologue libyen en 2013.
Le ministre du Commerce et de l’industrie, Moulay Hafid Elalamy, annonce en juillet 2014 la création d'une nouvelle agence baptisée Moroccan Agency for Trade, Investment and Services (Matis). Celle-ci aurait vocation à remplacer Maroc Export ainsi que l’Agence marocaine pour le développement des investissements (Amdi), celles-ci devant alors fusionner ou disparaître pour laisser place à la nouvelle entité. Sa mission sera de promouvoir les exportations mais également d'encourager les investissements directs à l'étranger.
En date du 14/12/2017 et à la suite de la fusion de trois structures sous la tutelle du ministère de l’Industrie, est née l’AMDIE qui a pour mission, outre la promotion de l'investissement et des exportations, le développement des zones d’activité industrielle. 
L’AMDIE concentre les missions du Centre marocain de promotion des exportations (CMPE-Maroc Export) l’AMDI (Agence marocaine de développement des investissements) et l'Office des foires et des expositions de Casablanca (OFEC), et ce conformément à la loi 60-16.